# لرل پارک (کارولینای شمالی)
لرل پارک (به انگلیسی: Laurel Park) شهری در ایالت کارولینای شمالی کشور ایالات متحده آمریکا است که جمعیت آن در سرشماری سال ۲۰۱۰ میلادی، ۲٬۱۸۰ نفر بوده‌است.